# Церковь Святой Марии (Мюльхаузен)
Церковь Святой Марии (нем. Marienkirche) в городе Мюльхаузен, Федеративная республика Германия — второе по величине церковное здание в Тюрингии (после Эрфуртского собора), памятник готической архитектуры XIV века.

## История
Ранняя история храма не документирована. Первое упоминание о романской церкви на этом месте относится к 1221 году, однако согласно археологическим изысканиям в ту пору она уже была далеко не новой. В 1243 году церковь была передана Конрадом IV Тевтонскому ордену, в 1315 году пострадала в огне большого городского пожара. От романской постройки сохранились только боковые башни, построенные примерно в 1250 году.
К строительству современной церкви приступили в 1317 году, о чём свидетельствует грамота майнцского архиепископа Петра фон Аспельта. В то время Мюльхаузен был вторым после Эрфурта городом Тюрингии с населением до 10 тысяч жителей. Дата окончания строительства неизвестна; вероятно, оно относится к началу XV века. В 1512 году началось возведение центральной башни, однако успели заложить только её основание, в 1517 году грянула Реформация — церковь Святой Марии стала протестантской.
Именно здесь в 1524—1525 годах проповедовал Томас Мюнцер, один из предводителей Крестьянской войны в Германии. На Крещение 1525 года в церкви Святой Марии разрушили алтарь и скульптуры на главном портале. В феврале 1525 года Томас Мюнцер стал пастором церкви, его первым делом стало ведение богослужения на немецком языке. 27 мая того же года после разгрома восстания Томас Мюнцер был казнён недалеко от Мюльхаузена.
В 1708 году в церкви Святой Марии впервые прозвучала кантата Gott ist mein König молодого Иоганна Себастьяна Баха, в ту пору органиста другой мюльхаузенской церкви — Святого Власия. В 1735—1736 годах органистом церкви Святой Марии был его сын Иоганн Готфрид Бернхард Бах, великий композитор приезжал к нему сюда в мае 1735 года.
В 1846 году знаменитый берлинский архитектор Фридрих Август Штюлер, уроженец Мюльхаузена и сын пастора церкви Святой Марии, разработал проект реконструкции храма, предусматривающий возобновление строительства центральной башни. Сам Штюлер увидеть башню не успел, она была построена по его замыслу лишь в 1898—1903 годах. Неоготическую высокую центральную башню удалось гармонично вписать в средневековый ансамбль; и не скажешь, что она моложе стен церкви и её соседок — боковых башен — почти на полтысячелетия.
С 1975 года здание церкви Святой Марии перестало использоваться как приходская церковь, а стало музеем-мемориалом Томаса Мюнцера, почитавшегося в социалистической Восточной Германии как борец за свободу крестьян. После объединения Германии интерес к его фигуре заметно угас. В 1985—2001 годах в здании церкви проводились концерты, в XXI веке церковь Святой Марии используется как музейное пространство и концертный зал, службы здесь также проводятся, но нерегулярно.

## Архитектура

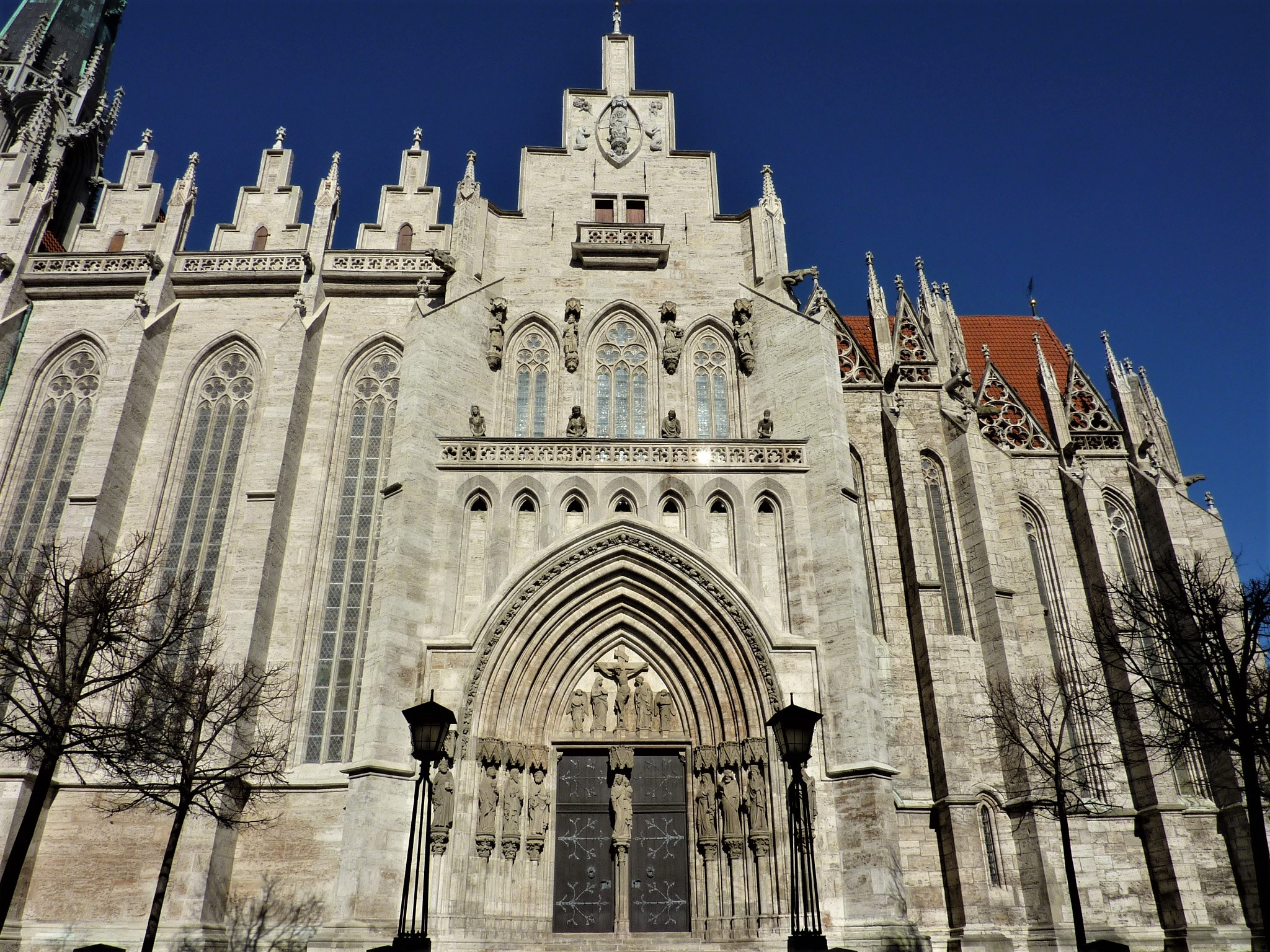
Южный портал

Пятинефный зальный храм (псевдобазилика) с широким центральным нефом и трансептом, равным по ширине залу, построен из местного травертина. Три башни у западной стены — центральная высотой 87 метров и две фланкирующие её боковые высотой по 42 метра — формируют узнаваемую панораму Мюльхаузена. Башни, квадратные в плане у основания и восьмиугольные в средней части, увенчаны остроконечными шпилями.
Главный вход в храм находится в южной стене трансепта, где расположен богато украшенный перспективный портал из четырёх стрельчатых арок, визуально выделенный выдающимися вперёд боковыми колоннами. Выше фронтона — галерея с четырьмя статуями, смотрящими вниз, среди них император Карл IV и его жена Елизавета Померанская. В щипце — барельеф Иисуса Христа как Судии мира.